# Bükkszentlászló
Bükkszentlászló est une ancienne localité hongroise, rattachée en 1981 à Miskolc.